# Sensualidad
"Sensualidad" é uma canção dos músicos Bad Bunny, Prince Royce, e J Balvin, apresentando os produtores Mambo Kingz e DJ Luian. Foi lançado pela Hear this Music em 3 de novembro de 2017 como single. A música é o primeiro hit top 10 de Mambo Kingz e DJ Luian na parada Billboard Hot Latin Songs dos EUA. Ele também serve como a primeira música do Top 10 de Bad Bunny como artista principal no gráfico.

## Vídeo musical
O videoclipe de acompanhamento de "Sensualidad" foi enviado para o canal no YouTube da Hear This Music em 2 de novembro de 2017. Foi dirigido por Fernando Lugo e filmado na República Dominicana.

## Desempenho nas tabelas musicais
| Chart (2017)                     | Maior posição |
| -------------------------------- | ------------- |
| Espanha (Top 100 Canciones)      | 1             |
| Estados Unidos (Hot Latin Songs) | 8             |

| Chart (2018)               | Posição |
| -------------------------- | ------- |
| Argentina (Monitor Latino) | 91      |

## Vendas e certificações
| Região | Certificação | Vendas/distribuição |
| --- | ------------ | ------------------- |
| Espanha (PROMUSICAE) | 3× Platina   | 160,000 ^           |
| *vendas baseadas apenas na certificação ^distribuições baseadas apenas na certificação ‡dados de streaming baseados somente em certificação |              |                     |

## Histórico de lançamento
| Região       | Data                  | Formato          | Gravadora       | Ref.  |
| ------------ | --------------------- | ---------------- | --------------- | ----- |
| Mundialmente | 3 de novembro de 2017 | Digital download | Hear this Music | [ 7 ] |